# Tethionea bicolor
Tethionea bicolor là một loài bọ cánh cứng trong họ Cerambycidae.